# Монте-Урано
Монте-Урано (итал. Monte Urano) —  коммуна в Италии, располагается в регионе Марке, в провинции Фермо.
Население составляет 8333 человека (2008 г.), плотность населения составляет 481 чел./км². Занимает площадь 17 км². Почтовый индекс — 63015. Телефонный код — 0734.
Покровителем коммуны почитается святой архангел Михаил, празднование 8 мая.

## Демография
Динамика населения:

## Администрация коммуны
- Официальный сайт: http://www.comune.monteurano.ap.it/